# Manuel Cuyàs Duran
Manuel Cuyàs Duran   (Mataró, 29 de març de 1922 - Mataró, 29 de juliol de 2005) amb el nom artistic de Manuel Cuyàs, va ser un dibuixant de còmic i il·lustrador català. Casat amb Teresa Gibert i Barberà varen ser pares de Manuel Cuyàs i Gibert i Jordi Cuyàs i Gibert. Algunes de les obres de còmic més conegudes foren, Lander School (Cristina y sus amigas) i Astroman.

## Biografia
Era fill de Manuel Cuyàs i Regàs i Angelina Duràn i Roca. Manuel Cuyàs va iniciar la seva carrera professional com a publicista.
Als anys seixanta va aconseguir entrar en l'Editorial Bruguera, on va col·laborar en revistes femenines com "Blanca" o "Mundo Juvenil", creant sèries com la reeixida Landers School. Aviat la seva obra va passar a difondre's més al mercat britànic que al seu país natal.
A part de còmic femení, Cuyàs va dibuixar la sèrie d'acció Astroman, amb guions de Víctor Mora, i diverses adaptacions de novel·les clàssiques per a les col·leccions Historias Selección Nueva i Joyas Literarias Juveniles.